# 1589 Fanatica
1589 Fanatica è un asteroide della fascia principale. Scoperto nel 1950, presenta un'orbita caratterizzata da un semiasse maggiore pari a 2,4169091 UA e da un'eccentricità di 0,0927373, inclinata di 5,26295° rispetto all'eclittica.
Il nome "Fanatica" fu assegnato dallo scopritore Miguel Itzigsohn in onore di Evita Perón.